# 连蕊芥属
连蕊芥属（学名：Synstemon）是十字花科下的一个属，为一年生草本植物。该属共有2种，中国甘肃、宁夏的特有植物。